# Skånes-Fagerhults församling
Skånes-Fagerhults församling är en församling i Örkelljunga pastorat i Luggude-Åsbo kontrakt i Lunds stift. Församlingen ligger i Örkelljunga kommun i Skåne län.

## Administrativ historik
Församlingen har medeltida ursprung. Namnet var före den 10 juni 1949 "Fagerhults församling".
Församlingen var till 1949 annexförsamling i pastoratet Hishult och Fagerhult, för att därefter till 2010 utgöra ett eget pastorat. Församlingen är sedan 2010 annexförsamling i pastoratet Örkelljunga, Rya och Skånes-Fagerhult.

## Kyrkor

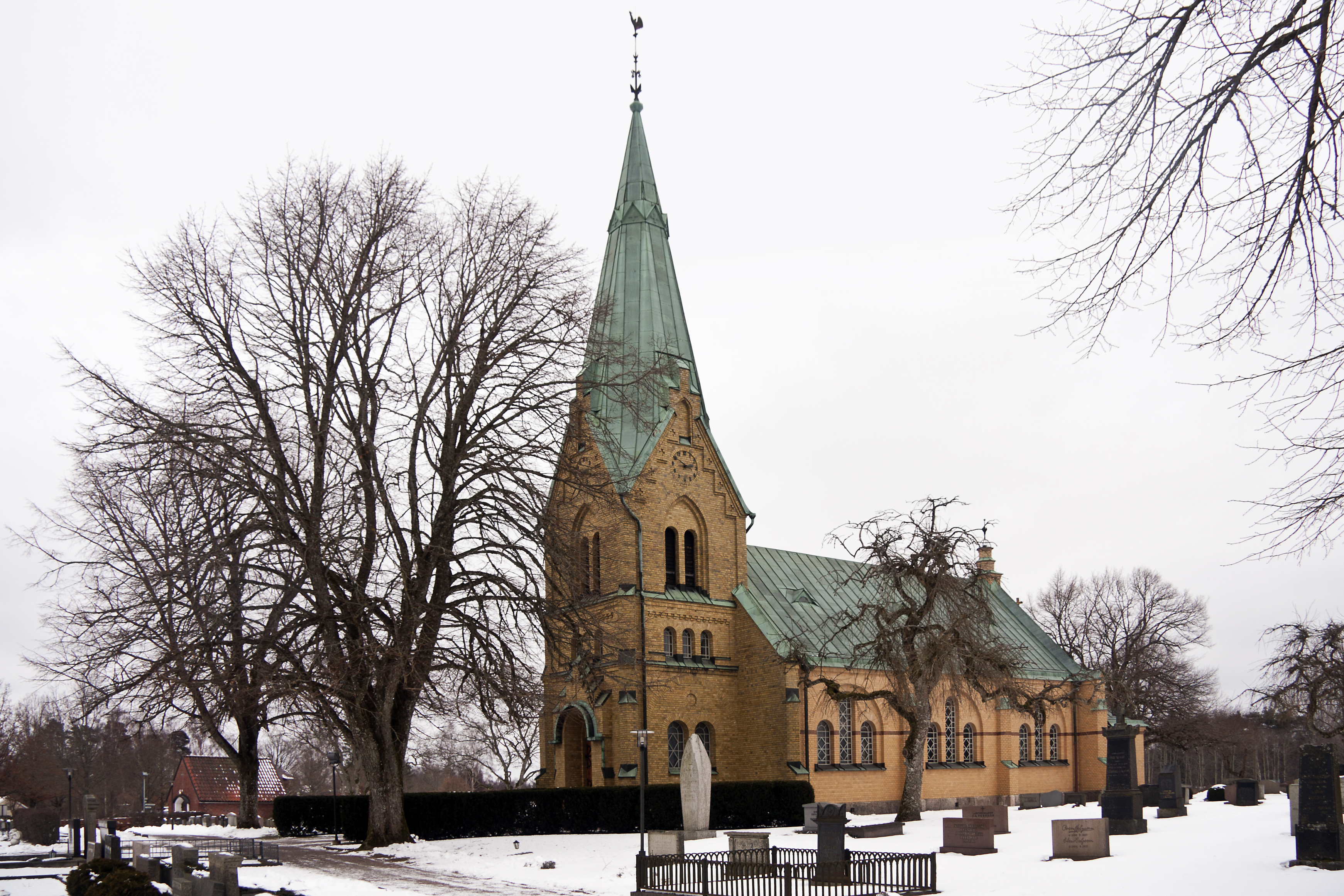
Skånes-Fagerhults kyrka
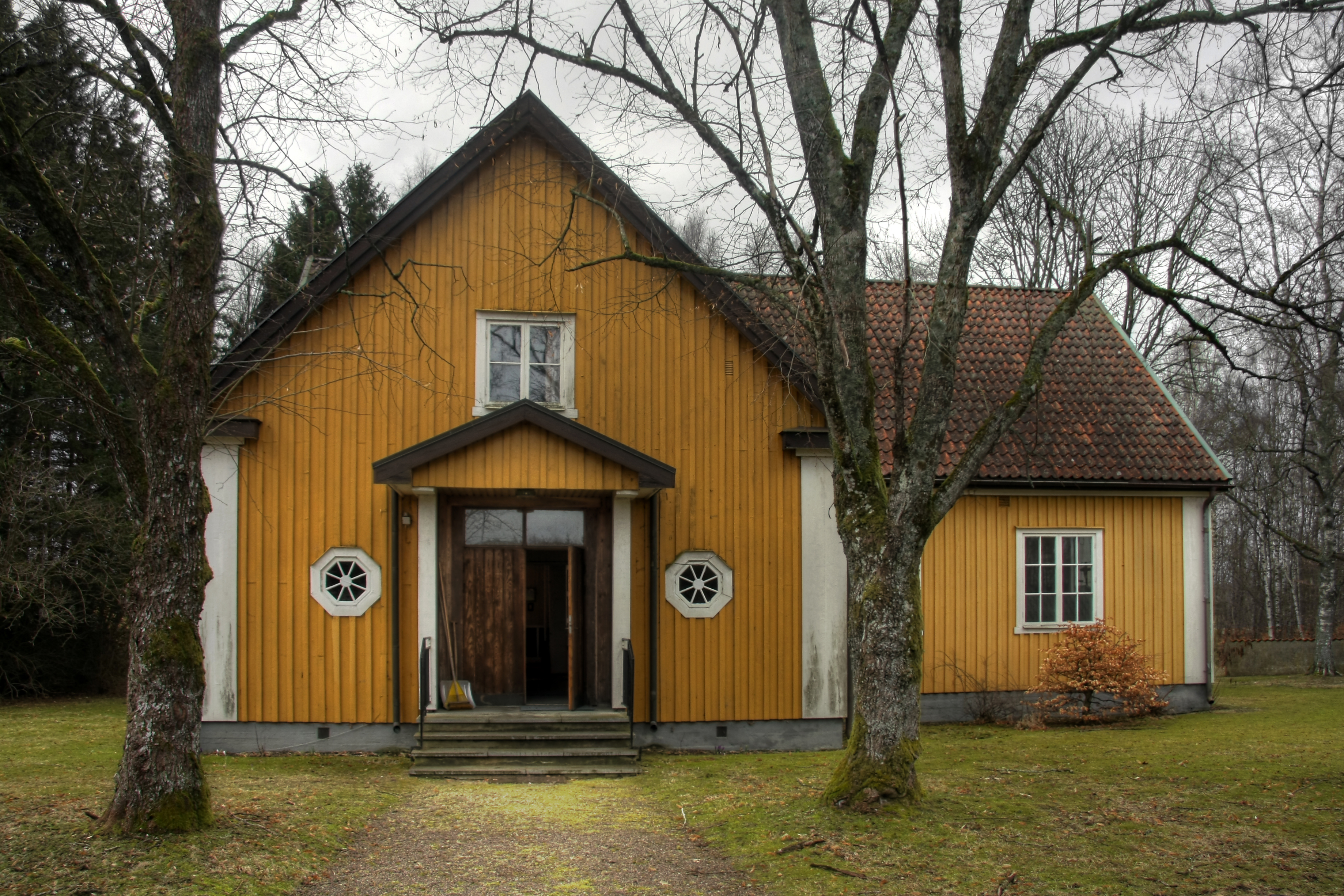
Värsjö småkyrka